# Храм Солнца (Ла-Либертад)

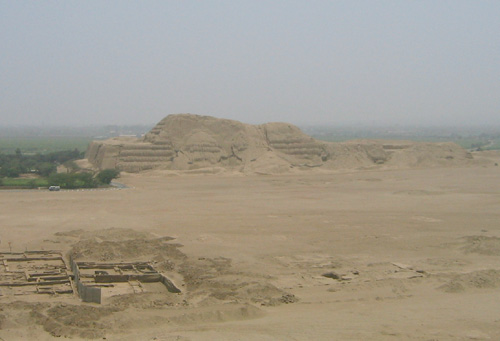
Вид на храм с юго-востока.

Храм Солнца (Уака-дель-Соль) — саманный кирпичный храм в Перу, построенный в период существования культуры моче. Расположен невдалеке от перуанского города Трухильо. Здесь же расположен второй подобный храм, лучше сохранившийся, но меньший по размерам, — Храм Луны.
Храмы были возведены приблизительно в 450 году. Храм Солнца состоит из примерно 130 миллионов кирпичей, являясь тем самым крупнейшей кирпичной постройкой доколумбовой Америки.
Здание храма состоит из четырёх основных уровней. После возведения оно неоднократно перестраивалось. Храм Солнца располагался в центре столицы культуры Моче и выполнял функции места проведения ритуалов и погребения элиты моческого общества.
В XVII веке, уже во времена колониального правления испанцев, было отведено русло реки Моче, вследствие чего её течение стало обращено к храму. Таким способом колонисты пытались облегчить себе добывания оставшегося золота из нижних уровней храма. В результате подобного акта здание оказалось существенно повреждено, потеряно 2/3 храма, вследствие как действия эрозии, так и активности грабителей. Высота сохранившейся части здания составляет 41 м.